# 米什基諾區 (庫爾干州)

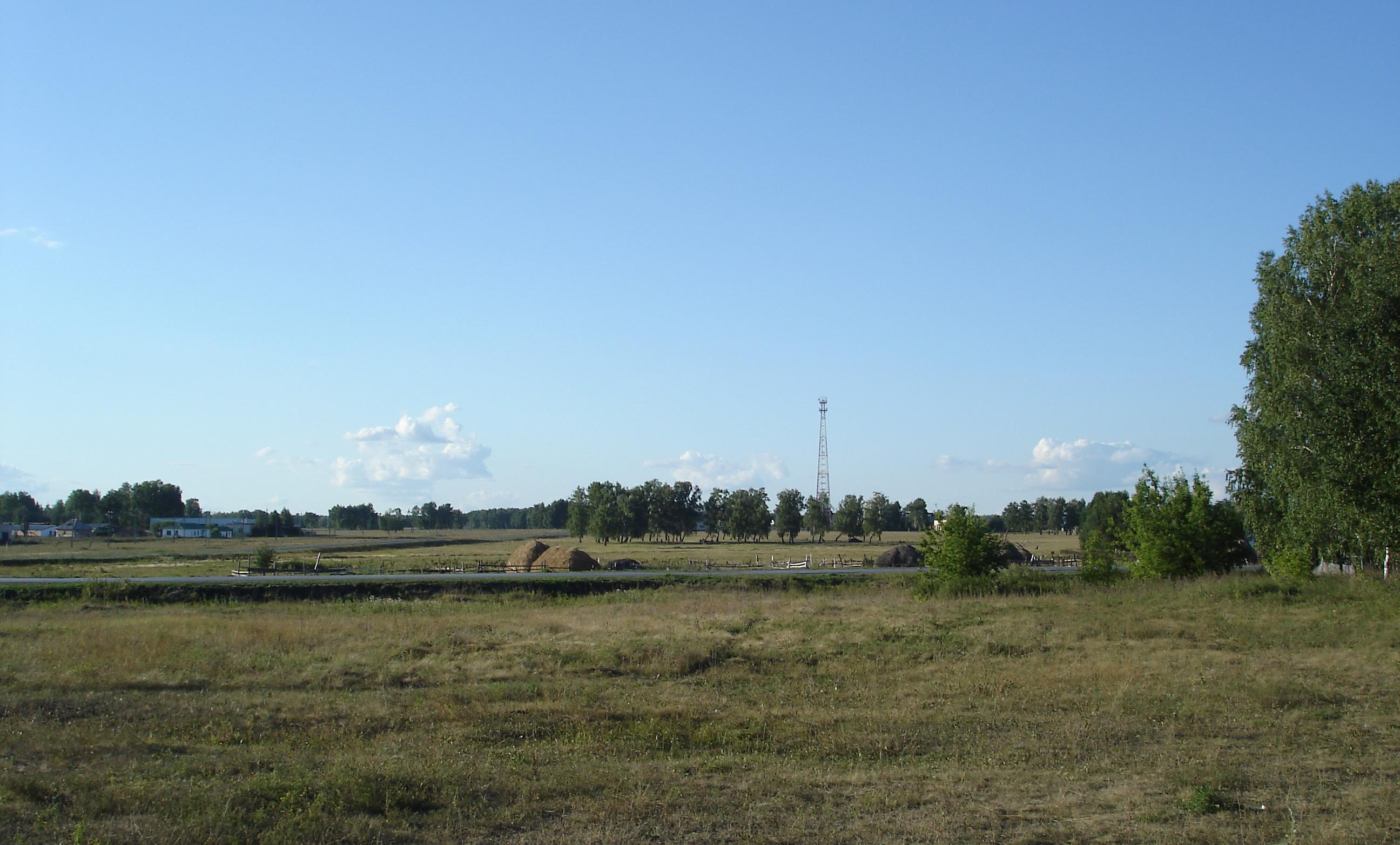

55°20′20″N 63°55′03″E / 55.33889°N 63.91750°E
米什基諾區（俄语：Мишкинский район），是俄羅斯的一個區，位於該國南部，由庫爾干州負責管轄，面積3,050平方公里，2010年該區人口17,684，人口密度每平方公里5.8人。